# Barkkrabbspindel
Barkkrabbspindel (Coriarachne depressa) är en spindelart som först beskrevs av Carl Ludwig Koch 1837.  Barkkrabbspindel ingår i släktet Coriarachne och familjen krabbspindlar. Arten är reproducerande i Sverige. Inga underarter finns listade.

## Bildgalleri

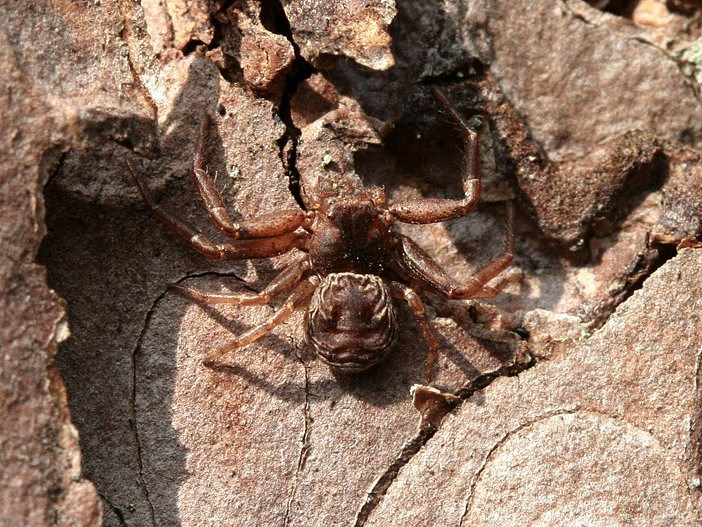
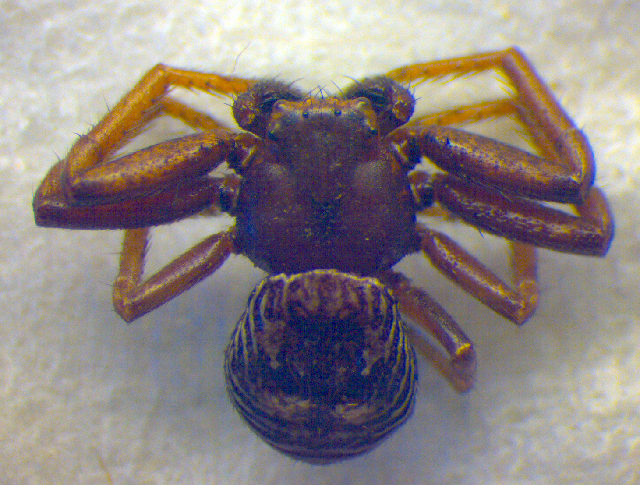